# 1894 у кіно

## Події
- 14 лютого — перша публічна демонстрація кінетоскопу
- По всій Америці відкриваються кінетотеатри, оснащені кількома кінетоскопами

## Фільми
- Букінґ Бронко
- Корбетт і Кортні перед Кінетографом
- Фред Отт. Чихання

## Персоналії

### Народилися
- 3 січня — Зазу Пітс, акторка (пом. 1963).
- 7 січня — Норма Ніколс, американська акторка (пом. 1989).
- 19 січня — Жан Дебюкур, французький актор театру та кіно (пом. 1958).
- 6 лютого — Чіаурелі Михайло Едишерович, радянський кінорежисер, сценарист, актор, продюсер грузинського походження (пом. 1974).
- 8 лютого — Кінг Відор, американський режисер (пом. 1982).
- 14 лютого — Джек Бенні, американський комік, актор радіо, кіно і телебачення, скрипаль (пом. 1974).
- 28 лютого — Бен Гехт, один з найуспішних і затребуваних сценаристів класичного Голлівуду (пом. 1964).
- 23 квітня:
  - Френк Борзейгі, американський кінорежисер та актор (пом. 1962).
  - Бейзіл Сідні, англійської актор (пом. 1968).
- 29 квітня — Пауль Гербігер, австрійський актор (пом. 1981).
- 2 травня — Норма Толмадж, американська акторка і продюсерка (пом. 1957).
- 10 травня — Еме Кларіон, французький актор театру та кіно (пом. 1960).
- 20 травня — Адела Роджерс Сент-Джонс, американська журналістка, письменниця і сценаристка (пом. 1988).
- 16 червня — Норман Керрі, актор (пом. 1956).
- 28 червня — Роом Абрам Матвійович, радянський російський режисер театру і кіно, сценарист (пом. 1976).
- 5 липня — Лаутер Антс, естонський актор, театральний режисер та педагог (пом. 1973).
- 12 липня — Гант Стромберг, американський кінорежисер (пом. 1968).
- 25 липня — Волтер Бреннан, американський актор (пом. 1974).
- 2 серпня — Гел Мор, американський кінооператор (пом. 1974).
- 10 серпня — Алан Кросленд, американський театральний актор і режисер (пом. 1936).
- 15 вересня — Жан Ренуар, режисер (пом. 1979).
- 18 вересня — Рєпнін Петро Петрович, радянський російський актор театру і кіно, театральний режисер (пом. 1970).
- 27 вересня — Олів Телль, акторка (пом. 1951).
- 30 листопада — Дональд Огден Стюарт, американський письменник і сценарист (пом. 1980).
- 2 грудня — Воррен Вільям, американський актор театру і кіно (пом. 1948).
- 17 грудня — Девід Батлер, американський актор, режисер, продюсер, сценарист кіно і телебачення (пом. 1979).
- 25 грудня — Ільченко Данило Іванович, український російський, радянський кіноактор (пом. 1977).
- Штрижак Олександр Залманович — український кінорежисер (пом. 1941).